# Chris Forsne
Eva Christina Maud "Chris" Forsne, född den 8 juni 1948 i Johannebergs församling i Göteborg, är en svensk journalist och författare. Hon har under många år varit kultur- och utrikesmedarbetare på Aftonbladet, Göteborgs-Posten och Sveriges Television.
Mellan 1980 och 1995 var hon Pariskorrespondent med Frankrike, EU och Nordafrika som bevakningsområden.
Hon är anställd vid Sveriges Television i Göteborg sedan 1996, huvudsakligen som redaktör och programledare för bland annat ekonomimagasinet Summerat.[källa behövs]
Forsne initierade och byggde upp Kunskapskanalens omvärldsmagasin Mera om Världen, Spelplats Europa och Spelplats Världen. Hon har också medverkat sedan maj 2016 som skribent på Ledarsidorna.
Forsne fick genom en kärleksrelation med Frankrikes förre president François Mitterrand sonen Hravn Forsne 1988.